# Will Walls
William Thomas Walls (* 8. Dezember 1912 in Lonoke, Arkansas; † 3. Januar 1993 in Dallas, Texas) war ein US-amerikanischer American-Football-Spieler, Assistenztrainer und Scout. Er spielte als End in der National Football League (NFL) bei den New York Giants.

## Spielerlaufbahn

### Collegekarriere
Will Walls hatte teilweise indianische Vorfahren und wurde in Arkansas geboren. Er wuchs in Little Rock auf, wo er auch die Highschool besuchte. Nach seinem Schulabschluss studierte er von 1934 bis 1937 an der Texas Christian University und spielte dort Football für die TCU Horned Frogs auf der Position eines End. Daneben war er am College als Baseball- und Basketballspieler aktiv. Im Jahr 1935 konnte er mit seiner Footballmannschaft die nationale College-Meisterschaft gewinnen. In diesem Spieljahr nahm Walls mit seiner Mannschaft am Sugar Bowl teil. Beim 3:2-Sieg seiner Mannschaft über das Team der Louisiana State University konnte er einen Pass von Quarterback Sammy Baugh fangen und damit einen Raumgewinn von 25 Yards erzielen.

### Profikarriere
William Walls schloss sich 1937 den von Steve Owen betreuten New York Giants an. Die Giants setzten ihn unter anderem mit Jim Poole und Ray Hanken als End in der Offense der Mannschaft ein. Die Quarterbacks der Mannschaft waren Tuffy Leemans und Ed Danowski, die von den Giants nur selten als Passgeber eingesetzt wurden. American Football war in dieser Zeit ein fast reines Laufspiel. In seinem ersten Spieljahr fing Walls daher nur zehn Pässe. 1938 konnte Walls mit seiner Mannschaft NFL-Endspiel einziehen, wo sich die Giants mit 23:17 gegen die Green Bay Packers durchsetzen konnten. Aufgrund einer Verletzung konnte Walls in diesem Jahr allerdings nur vier Spiele für die Giants bestreiten. Im folgenden Jahr verloren die Giants das NFL-Endspiel gegen die Packers mit 27:0. Im Jahr 1940 setzte Walls für ein Jahr seine Laufbahn aus und trainierte eine High-School-Mannschaft in Denton, Texas. 1941 kehrte er zu den Giants zurück.
Im Jahr 1942 verlor Walls mit den Giants sein drittes NFL-Endspiel, diesmal mit 37:9 gegen die Chicago Bears. Walls beendete nach der Saison 1943 seine Spielerlaufbahn.

## Laufbahn als Trainer und Scout
Will Walls trat im Jahr 1944 als Statist in drei Hollywood-Filmen auf. 1945 trainierte er kurzfristig eine Marine Mannschaft. Im Jahr 1946 kehrte er zunächst als Assistenztrainer des Kilgore College nach Texas zurück und agierte dort in den Jahren 1947 und 1948 als Head Coach. Seine Mannschaft konnte 29 von 31 Spielen gewinnen. Nachdem das College seinen Spielbetrieb eingestellt hatte, kehrte er an die Texas Christian University zurück und setzte sein Studium fort, welches er erfolgreich mit dem Mastergrad beendete. Im Jahr 1952 wurde er zusammen mit Cecil Isbell Assistenztrainer bei den Dallas Texans, die allerdings nach nur einem Spieljahr ihren Spielbetrieb einstellen mussten. Walls wechselte als Assistenztrainer an die University of Colorado, kehrte aber später in den Profisport zurück und wurde Assistant von Buddy Parker bei den Pittsburgh Steelers. Als Scout der Mannschaft war er später für die Verpflichtung von Spielern wie Terry Bradshaw oder Joe Greene mitverantwortlich. Damit trug er zum Erfolg der Mannschaft bei, die von 1974 bis 1979 viermal den Super Bowl gewinnen konnte. Walls starb nach langer Krankheit in Dallas. Sein ehemaliges College hat ihn in die TCU Lettermen’s Association Hall Of Fame aufgenommen.

## Quelle
- Arthur J. Rooney Jr., Roy McHugh, Ruanaidh - The Story of Art Rooney and His Clan, Ruanaidh-Story of Art Rooney, 2008, ISBN 9780981476025
- Tom Danyluk, Paul Zimmerman, The Super '70s, Mad Uke Publishing, 2005, ISBN 9780977038305

| Personendaten    | Personendaten                               |
| ---------------- | ------------------------------------------- |
| NAME             | Walls, Will                                 |
| ALTERNATIVNAMEN  | Walls, William Thomas (vollständiger Name)  |
| KURZBESCHREIBUNG | US-amerikanischer American-Football-Spieler |
| GEBURTSDATUM     | 8. Dezember 1912                            |
| GEBURTSORT       | Lonoke, Arkansas                            |
| STERBEDATUM      | 3. Januar 1993                              |
| STERBEORT        | Dallas, Texas                               |